# 豊玉上
豊玉上（とよたまかみ）は、東京都練馬区の町名。現行行政地名は豊玉上一丁目および豊玉上二丁目。住居表示実施済区域。

## 地理
北部を練馬・桜台・栄町、南部および西部を豊玉北、東部を旭丘と接する。練馬・桜台・栄町との境に千川通り（東京都道439号椎名町上石神井線）が、一丁目と二丁目の境付近を南北に環状七号線が、それぞれ通っている。

### 小字
地租改正後の記録として残る小字は以下の通り。左が現町名、右が小字名である。
- 豊玉上一丁目 - 北新井（きたあらい）、北於林（きたおはやし）
- 豊玉上二丁目 - 北新井、弁天（べんてん）

### 地価
住宅地の地価は、2025年（令和7年）1月1日の公示地価によれば、豊玉上1-16-11の地点で58万6000円/m2となっている。

## 歴史

### 地名の由来
豊玉（ほうぎょく）小学校（1876年（明治9年）開校、1884年（明治17年）より豊玉中四丁目）の名をとったもの。小学校名の由来は、開校当時の学区であった北豊島郡と東多摩郡の郡名から。読み方は地名変更後に「とよたま」となった。制定のきっかけは、中野区に新井薬師があり、旧来の名称である中新井では紛らわしかったため。

### 沿革
- 1933年（昭和8年） - 中新井第一区画整理組合により、土地区画整理を開始する。
- 1937年（昭和12年）4月 - 中新井公園（豊玉上二丁目、練馬区域内初の都市公園）が開園。
- 1940年（昭和15年） - 東京府東京市板橋区豊玉上一丁目および二丁目となる（地番整理による）。
この頃 - 東京環状乗合自動車練馬営業所が置かれる（豊玉上二丁目）。
- 1943年（昭和18年）7月1日 - 東京都板橋区豊玉上となる（東京都制施行による）。
- 1947年（昭和22年）8月1日 - 東京都練馬区となる（練馬区設置による[7]）。
- 1948年（昭和23年）5月1日 - 板橋櫻台郵便局（豊玉上二丁目）を、練馬櫻台郵便局に改称する[8]。
- 1990年（平成2年）1月1日 - 住居表示を実施する[9]。左が実施後の町名、右が実施前の町名である。
  - 豊玉上一丁目 - 豊玉上一丁目
  - 豊玉上二丁目 - 豊玉上二丁目

## 世帯数と人口
2025年（令和7年）4月1日現在（練馬区発表）の世帯数と人口は以下の通りである。
| 丁目         | 世帯数    | 人口    |
| ------------ | --------- | ------- |
| 豊玉上一丁目 | 1,552世帯 | 2,321人 |
| 豊玉上二丁目 | 3,065世帯 | 4,326人 |
| 計           | 4,617世帯 | 6,647人 |

### 人口の変遷
国勢調査による人口の推移。
| 年                 | 人口  |
| ------------------ | ----- |
| 1995年（平成7年）  | 5,562 |
| 2000年（平成12年） | 5,579 |
| 2005年（平成17年） | 5,821 |
| 2010年（平成22年） | 6,312 |
| 2015年（平成27年） | 6,672 |
| 2020年（令和2年）  | 7,030 |

### 世帯数の変遷
国勢調査による世帯数の推移。
| 年                 | 世帯数 |
| ------------------ | ------ |
| 1995年（平成7年）  | 3,060  |
| 2000年（平成12年） | 3,313  |
| 2005年（平成17年） | 3,575  |
| 2010年（平成22年） | 4,086  |
| 2015年（平成27年） | 4,203  |
| 2020年（令和2年）  | 4,721  |

## 学区
区立小・中学校に通う場合、学区は以下の通りとなる（2022年7月現在）。
| 丁目         | 番地 | 小学校                 | 中学校                 |
| ------------ | ---- | ---------------------- | ---------------------- |
| 豊玉上一丁目 | 全域 | 練馬区立豊玉東小学校   | 練馬区立豊玉第二中学校 |
| 豊玉上二丁目 | 全域 | 練馬区立豊玉第二小学校 | 練馬区立豊玉第二中学校 |

## 交通

### 鉄道
町内に鉄道駅はない。最寄駅およびその所在地は以下の通り。
- 西武池袋線桜台駅 - 桜台一丁目
- 西武池袋線江古田駅 - 旭丘一丁目
- 都営大江戸線新江古田駅 - 中野区江原町二丁目

### バス
- 江古田駅停留所（関東バス）
  - 中12・中41系統 - 中野駅北口行
  - 中12-1系統 - 新江古田駅前行

- 武蔵大学前停留所
  - 白61系統 - 新宿駅西口行、練馬車庫行（都営バス）

- 練馬車庫前停留所
  - 白61系統 - 新宿駅西口行（都営バス）
  - 池65系統 - 池袋駅東口行（都営バス）

- 桜台駅前停留所
  - 高60系統 - 高円寺駅北口行（関東バス）
  - 池65系統 - 練馬車庫前行、池袋駅東口行（都営バス）

- 保健相談所前停留所
  - 高60系統 - 高円寺駅北口行（関東バス）

- 北新井公園前停留所
  - 中41系統 - 中野駅行、丸山営業所行（関東バス）

- 豊玉北停留所
  - 王78系統 - 新宿駅西口行、王子駅前行（都営バス）
  - 赤31・赤31-2系統 - 高円寺駅北口行、赤羽駅東口行（国際興業バス、関東バス）

### 道路
- 東京都道318号環状七号線（環七通り）
- 東京都道439号椎名町上石神井線（千川通り）

## 事業所
2021年（令和3年）現在の経済センサス調査による事業所数と従業員数は以下の通りである。
| 丁目         | 事業所数  | 従業員数 |
| ------------ | --------- | -------- |
| 豊玉上一丁目 | 95事業所  | 1,316人  |
| 豊玉上二丁目 | 167事業所 | 1,326人  |
| 計           | 262事業所 | 2,642人  |

### 事業者数の変遷
経済センサスによる事業所数の推移。
| 年                 | 事業者数 |
| ------------------ | -------- |
| 2016年（平成28年） | 242      |
| 2021年（令和3年）  | 262      |

### 従業員数の変遷
経済センサスによる従業員数の推移。
| 年                 | 従業員数 |
| ------------------ | -------- |
| 2016年（平成28年） | 2,287    |
| 2021年（令和3年）  | 2,642    |

## 施設

### 豊玉上一丁目
- 学校法人根津育英会武蔵学園
  - 武蔵大学
  - 武蔵中学校・高等学校
- ファミリーマート江古田千川通り店
- ミスタードーナツ江古田ショップ
- 紳士服コナカ江古田店
- セブンイレブン豊玉上店
- 練馬区立北新井公園
- 華王寺

### 豊玉上二丁目
- 練馬区立豊玉第二小学校
- 練馬桜台郵便局
- 練馬清掃事務所
- 練馬産業会館
- 都営バス練馬支所
- ホンダ販売練馬
- エッソ桜台SS
- ファミリーマート桜台駅前店
- 練馬区立中新井公園

### 寺社
- 華王寺

## その他

### 日本郵便
- 郵便番号 : 176-0011[3]（集配局 : 練馬郵便局[19]）。